# Aquilegia parviflora
Aquilegia parviflora är en ranunkelväxtart som beskrevs av Carl Friedrich von Ledebour. Aquilegia parviflora ingår i släktet aklejor, och familjen ranunkelväxter. Inga underarter finns listade i Catalogue of Life.